# Cycloleberis squamiger
Cycloleberis squamiger är en kräftdjursart som först beskrevs av Scott 1894.  Cycloleberis squamiger ingår i släktet Cycloleberis och familjen Cylindroleberididae. Inga underarter finns listade i Catalogue of Life.